# Perpezac-le-Blanc
 Perpezac-le-Blanc  (en occitano Perpesac lo Blanc) es una comuna y población de Francia, en la región de Lemosín, departamento de Corrèze, en el distrito de Brive-la-Gaillarde y cantón de Ayen.
Su población en el censo de 2008 era de 455 habitantes.
Está integrada en la Communauté de communes du Bassin d'Objat.

## Demografía
| 993 | 857 | 1021 | 1019 | 1007 | 907 | 752 | 683 | 716 | 606 | 536 | 437 | 424 | 404 | 405 | 455 |
| Para los censos de 1962 a 1999 la población legal corresponde a la población sin duplicidades (Fuente: INSEE [Consultar]) |     |      |      |      |     |     |     |     |     |     |     |     |     |     |     |